# Guéorgui Damyanovo
Guéorgui Damyanovo (en bulgare Георги Дамяново) est un village du nord-ouest de la Bulgarie.

## Géographie
Le village de Guéorgui Damyanovo est situé dans le nord-ouest de la Bulgarie, à 114 km au nord-nord-ouest de la capitale Sofia. Elle est traversée par la rivière Ogosta.
La ville est le chef-lieu de la commune de Guéorgui Damyanovo, qui fait partie de la région de Montana.